# Heliconius cynisca
Heliconius cynisca är en fjärilsart som beskrevs av Jean Baptiste Godart 1819. Heliconius cynisca ingår i släktet Heliconius och familjen praktfjärilar. Inga underarter finns listade i Catalogue of Life.